# Cacostola colombiana
Cacostola colombiana là một loài bọ cánh cứng trong họ Cerambycidae.